# Cimbalom

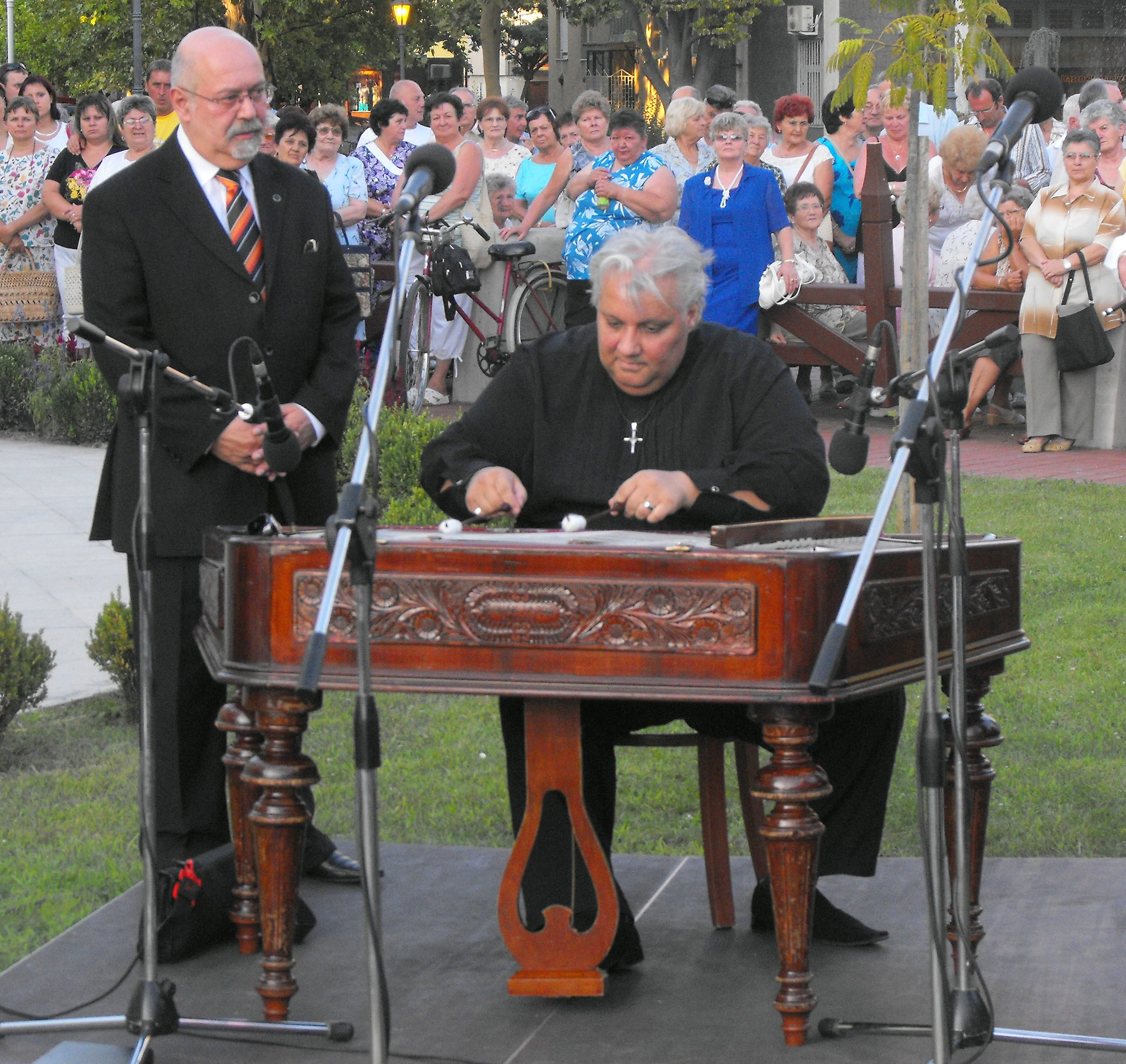
Oszkár Ökrös bespeelt een concertcimbalom

Een cimbalom (ook: cymbaal en cimbaal, niet te verwarren met het slagwerkinstrument cimbaal) is een traditioneel snaarinstrument dat behoort tot de plankciters. Het is ook de verzamelnaam voor alle citers die percussief bespeeld worden.
Er bestaan veel verschillende namen voor vrijwel identieke instrumenten, afhankelijk vanuit welk gebied het instrument stamt. De in West-Europa voorkomende varianten worden hakkebord of hackbrett genoemd. Het afgebeelde exemplaar is een Roemeens buikcimbaal.
Evenals de grote variant, de concertcimbalom, is de cimbalom verwant aan de piano. Het voornaamste verschil is dat bij de piano een ingewikkeld en relatief kostbaar mechaniek is ingebouwd om de snaren aan te slaan, terwijl bij de cimbalom de bespeler, cimbalist, dat doet.

## Speeltechniek
Net als het hakkebord wordt de cimbalom aangeslagen met twee hamertjes, gebogen houten stokjes die aan het eind met zacht materiaal meestal zijn omwikkeld om de aanslagtoon iets te dempen in zijn hoge klank. Een Hongaarse cimbalist heeft een heel assortiment hamertjes, waarmee harder en zachter en met verschillende klankkleuren kan worden gespeeld. Een Roemeense cimbalist gebruikt meestal maar één stel hamertjes en past zijn aanslag aan de sfeer en het volume van de muziek aan.
Als men het speelvlak van boven bekijkt, is goed te zien dat de noten over de snaren niet triviaal zijn verdeeld. De onderste snaren zijn ongedeeld en zijn chromatisch gestemd, dus in halve tonen oplopend. De hogere snaren worden door een brug in tweeën gedeeld; als de snaar in lengteverhouding 2 : 3 verdeeld wordt, dan is het korte stuk precies een kwint hoger, en is het mogelijk op 1 snaar twee noten te spelen. De hoogste snaren zijn zelfs in drieën verdeeld, zodat daar nog meer mogelijkheden ontstaan. 
Hierdoor wordt een groot aantal snaren uitgespaard maar het maakt het instrument wel lastiger te bespelen. 
Ook de slagtechniek, waarbij met slechts twee hamertjes veeltonige akkoorden worden gevormd, is niet eenvoudig.

## Geschiedenis

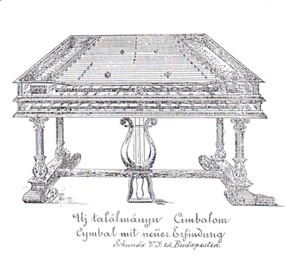
Cimbalom

De cimbalom is afgeleid van het hakkebord en aan het eind van de negentiende eeuw door de firma Schunda in Boedapest ontwikkeld tot een volwaardig concertinstrument. Schunda introduceerde een veel grotere en zwaardere klankkast dan van het hakkebord, voegde er een aantal bassnaren aan toe en zette het veel zwaarder geworden instrument op vier poten. Hij bouwde er ook een demper in, om de snaren te kunnen dempen op dezelfde wijze als dat bij de piano het geval is.
Het ontstaan van dit instrument paste goed in het tijdsbeeld van de negentiende eeuw. Ten eerste werd de zigeunermuziek volwassen en maakte zijn entree in het restaurant en koffiehuis. Het hakkebord had daarvoor te weinig mogelijkheden en was te zwak van toon. Schunda prees het dan ook aan als geschikt 'zur Unterhaltung im Wirtshaus'. Ten tweede was de negentiende eeuw de eeuw van de uitvindingen, waarbij op ieder gebied gewerkt werd aan technische vernieuwingen en verbeteringen. Ten derde ontstonden er overal nationalistische stromingen. De zigeunermuziek werd in Hongarije gezien als een uiting van de nationale cultuur en het streelde het eergevoel dat daarvoor een speciaal instrument ter beschikking kwam. Toen Schunda in 1874 het initiatief nam om met een nieuw instrument op de markt te komen, schoot hij dan ook precies in de roos.
Later is er een tweede fabrikant bij gekomen, Bohak, die een iets afwijkende klankkast maakte waardoor een wat groter klankvolume kon worden bereikt. De speelwijze bleef echter ongewijzigd.

## Toepassingen
In de klassieke muziek speelt de cimbalom een belangrijke rol in de Háry János-suite van de Hongaarse componist Zoltán Kodály. Ook zijn landgenoten Béla Bartók, Peter Eötvös, György Kurtág en Peter Machajdík hebben gebruikgemaakt van het instrument.
In de Oost-Europese volksmuziek speelt het cimbalom een belangrijke rol, voornamelijk in Slowakije, Hongarije en Roemenië.
In de klezmermuziek wordt wel de tsimbl, een vrij kleine cimbalom, gebruikt voor begeleiding en melodie. De tsimbl is te horen op enkele historische klezmeropnames uit Oost-Europa, en tegenwoordig ook weer bij klezmerorkesten die een groepsklank nastreven van vóór de 20e eeuw, de zogenaamde Village Klezmer.